# Liste der Wechselkurse (Goldstandard)
Die Liste der Wechselkurse zu Zeiten des Goldstandards gibt eine Auswahl der festgeschriebenen Kurse der wichtigsten Valuten für die Jahre 1912 und 1932 gegenüber der Währung des Deutschen Reiches basierend auf der theoretischen Goldparität (= Feingehaltsverhältnisse) der gemünzten goldenen Währungsnominale von vor 1915 wider.
Diese Goldparitäten wurden nach dem Ersten Weltkrieg bei den Währungskursvergleichen mit vielen Hauptindustrieländern beibehalten bzw. wieder – wie bei der Rentenmark Ende 1923 – formal konsolidiert, obwohl kein freier physischer Goldmünzenumlauf mehr nach 1914 bestand. Der „freie“ Goldstandard wurde faktisch ab August 1914 fast weltweit mit Kriegsbeginn aufgehoben und auch nicht mehr nach 1918 wieder eingeführt. Nur in den Vereinigten Staaten gab es nach 1918 bis 1933 noch einen (begrenzten) freien Golddollarumlauf, da das britische Sovereign schon im Ersten Weltkrieg mit Aufpreis zum papiernen Pfund Sterling gehandelt und somit zur Handelsmünze bzw. Anlagemünze wurde.
Im praktischen Währungshandel mit Zahlungsmitteln der Hauptindustrieländer traten schon vor 1915 geringe Kursunterschiede – also Abweichungen von der theoretischen Goldparität – auf. Diese hatten ihre Ursache in Wechselgebühren, Umtauschprovisionen, Steuern, Porto etc. Beim physischen Umwechseln ausländischer Goldmünzen bei der Reichsbank wurden diese schon vor 1915 extra nachgewogen und mit dem festgelegten Goldmünz-Reichsbankaufkauf-Preis dieser Münzart verrechnet, was seine Ursache in der unterschiedlichen Handhabung von Feingehaltsschwankungen der jeweiligen Münzstätte hatte. Auch eventuell bestehende Münzabnutzungen, wie unterschrittene Passiergewichte, wurden dabei mit berücksichtigt. Siehe auch Kursbeispiele in Goldmark.
Bereits nach dem Ersten Weltkrieg haben viele Länder die direkte Umtauschbarkeit in Gold für Private aufgehoben oder Papierwährungen eingeführt. Vielfach bestand nur noch eine Goldkernwährung, die nur noch im kommerziellen länderübergreifenden Handel von Bedeutung war, um etwaige Handelsdisproportionen auszugleichen. In der dritten Aprilwoche 1933 setzte Roosevelt die Goldkonvertibilität aus, worauf der US-Dollar gegenüber Gold bis Monatsende zehn Prozent seines Werts einbüßte. Andere Länder wie die meisten mittelamerikanischen Staaten, Argentinien und Kanada schlossen sich den USA an. Belgien hob die Konvertibilität seiner Währung 1935 auf, Frankreich, Holland und die Schweiz 1936.

## Tabelle
| Land                                                        | 1 Mark (1912)                                       | Standardgoldmünze in M (1910, 1 Unze Gold = 81 M)                                            | Standardmünze in RM (1932;1g Gold = 2,70 RM) | Bretton-Woods-System 1946-71 (Einheiten pro US$) |
| ----------------------------------------------------------- | --------------------------------------------------- | -------------------------------------------------------------------------------------------- | --- | --- |
| Abessinien                                                  |                                                     | 1 Maria-Theresien-Taler: 4,20                                                                | 1 Meneliktaler: 2-2,40 | |
| Ägypten                                                     |                                                     | Gineih Maṣri (1 ₤E = ₤ 1/6 d. = 5 US$) Riyal Maṣri (833 ‰ Ag) zu 100 piastre tarifée (P. T.) | ab 1916: 1 ₤E = 100 Piaster = 1000 Millièmes (M) | |
| Afghanistan                                                 |                                                     | 1 Tilla: 11,30                                                                               | 1 Amani ( = 30 Afghani): 20,43 1 Rupie: 0,67 | |
| Belgien                                                     | 1,25 Belgischer Franken                             | 1 Franc: 0,81                                                                                | 1 Belga = 5 (Papier)Franken: 0,58 | 27. Dez. 1945: 43,77 1946 Parität mit Luxemburgischer Franc 21. Sept. 1949: 50                                                                                |
| Brasilien                                                   | 0,437 Milreis                                       | 1 Milreis: 2,30                                                                              | 1 Cruzeiro: 5,02 | |
| Chile                                                       | 0,247 Peso                                          | 1 Peso nuevo: 1,53, 1 Peso Corriente: 3,05 1 Condor: 38,30                                   | 1 Peso: 0,51 | |
| China                                                       | 0,17 Tael (Ag)                                      | 1 Haikwan-Tael (Ag): 6,41 1 Shanghai-Tael (Ag): 2,70                                         | 1 Haikwan-Tael (Ag bis 1935): 2,97 1 Yüan: 1,64 | |
| Dänemark, Norwegen, Schweden                                | 0,886 Kronen                                        | 1 Krone: 1,12 10 kr (900 fein = 4.4803 g)                                                    | 1 Krone: 1,25 | August 1945: 4,80 19. Sept. 1949: 6,91 21. Nov. 1967: 7,50 |
| Frankreich                                                  | 1,25 Französischer Franc                            | 1 Franc ( = 20 Sous): 0,81                                                                   | Papierwährung, Goldfranc galt 1919-40 zur Berechnung amtlicher Gebühren. 1928-36 stabilisiert 10 fr. = 589½ mg Gold. Kurse: 1919 1 US$ ca. 8 fr., 1930 um 25 fr. 1 fr. 1929 ca. 16,5 ₰.                                                                       | 27. Dez. 1945: 119,11 26. Jan. 1948: 214,39 27. Apr. 1949: 272,21 1957: 493,7 (1 fr. = 1,8mg Au) 1960: 4,9371 (neue Francs à 0,16g Au) 10. Aug. 1969: 5,55 NF |
| Griechenland                                                | 1,25 Drachme                                        | 1 Neudrachme: 0,81 1 Drachme: 0,72                                                           | Papierwährung | 1945-54 Hyperinflation (Währungsschnitt 1000:1) 1. Mai 1954: 30                                                                                               |
| Großbritannien (und Dominions)                              | 1 Shilling                                          | 1 Sovereign (= 20 Shilling): 20,43 1 Guinee (= 21 Shilling): 21,45                           | 1 Sovereign: 20,43 | 27. Dez. 1945: 0,2481 18. Sept. 1949: 0,3571 17. Nov. 1967: 0,4167                                                                                            |
| Italien                                                     | 1,25 Lira                                           | 1 Lira: 0,81                                                                                 | 1 Lira: 0,81 („Neue“ Goldlira von 1927-Okt. 1936 zu 791 mg Feingold.) | 4. Jan. 1946: 225 26. März 1946: 509 7. Jan. 1947: 350 28. Nov. 1947: 575 18. Sept. 1949: 625                                                                 |
| Japan                                                       | 0,227 Yen                                           | 1 (Gold-)Yen (ab 1907): 2,10                                                                 | 1 Yen: 2,09 | Aug. 1946: 15 5. Juli 1948: 270 25. Apr. 1948: 360 20. Juli 1971: 308                                                                                         |
| Mexiko                                                      | 0,227 $ (Ag)                                        | 1 Peso: 2,10                                                                                 | 1 Peso: 2,09 | |
| Niederlande (und Kolonien)                                  | 0,588 fl.                                           | 1 Tientje (10 fl.): 16,87                                                                    | 1 fl.: 1,69 | 27. Dez. 1945: 2,652 20. Sept. 1949: 3,80 7. März 1961: 3,62                                                                                                  |
| Österreich-Ungarn (1910) Montenegro (1910–1918: Perper)     | 1,17 Krone                                          |                                                                                              | Österreich: 1 Schilling: 0,59. (1925-33 1,8 öS = 1 theoretische Goldkrone) Ungarn: 1 Pengő: 0,73 Tschechoslowakei: 1 Krone: 0,85 | |
| Paraguay                                                    |                                                     |                                                                                              | 1 Peso: 0,81 | |
| Peru                                                        | 0,227 Sol                                           | 1 Sol: 2,04                                                                                  | 1 Libra ( = 10 Soles): 20,43 | |
| Portugal                                                    | 0,220 Milreis (Umstellung auf Escudo: 22. Mai 1911) | 1 Krone ( = 10 Milreis): 45,36                                                               | 1 (theor. Gold-)Escudo: 4,54 Mai 1929: 100 Esc = 18,80 RM. | |
| Rumänien                                                    | 1,25 Lei                                            | 1 Carlo d'or ( = 20 Lei): 16,20                                                              | Papierwährung. Ab 27. Feb. 1929 Dollarbindung 167,20 Lei/US$, 5. Nov. 1936: 135,95 Lei, 31. Mai 1941: 187,48. 1940: 49,50 Lei = 1 RM, April 1941. 59,50 Lei/RM. Ende 1944: 1 Rubel = 100 Lei.                                                                 | Währungsschnitt zum 15. August 1947: 20000:1, dann 150 neue Lei/$. Währungsreform mit variablem Umtauschkurs 20-400 im Jahre 1952.                            |
| Russland Sowjetunion                                        | 0,303 (Silber)-Rubel                                | 1 Imperial ( = 15 Rubel): 32,40 Buchara: 1 Tanga: 0,61                                       | 1 Tscherwonez ( = 10 Rubel): 21,60 | |
| Schweiz                                                     | 1,25 Franken                                        | 1 Franken: 0,81                                                                              | 1 Franken: 0,81 | 27. Dez. 1945 4,30521 Sept. 1949: 4,375 |
| Siam                                                        |                                                     | 1 Tikal (= 4 Salung = 8 Fuang): 2,49                                                         | 1 Tikal ( = 100 Satang): 1,70 | |
| Serbien (1910) Südslawien (1932)                            |                                                     | 1 Dinar: 0,81                                                                                | Papierwährung | |
| Spanien                                                     | 1,25 Peseta 1 Silberpesete = 50 ₰.                  | 1 Duro nuevo ( = 5 Pesetas): 4,05 100 Papier-Pesetas: 63,84                                  | 1 Peseta: 0,81; 1940-45: 10,95 ₧/US$ | 17. Juli 1959: 60 20. Nov. 1967: 70 |
| Türkei                                                      | 5,715 Piaster Ägypten: 4,83 Piaster                 | 1 Piaster (=40 Para = 120 Asper): 0,18 1 Lira (=100 Gold-Piaster): 18,45                     | Papierwährung In den Mandatsgebieten: 1. Nov. 1927 „Palestine Pound“ (Litra تالريل) = brit. ₤. Syrien und Libanon: 1919 „syrisches Pfund“ (livre syrienne) zu 100 Piaster (شرغ girsh). 1 sy₤ = 20 Francs. 1941 8,83/brit ₤ fixiert. 1945-49 1 sy₤ = 54,35 FF. | |
| Uruguay                                                     |                                                     | 1 (Gold-)Peso: 4,35                                                                          | 1 Peso: 4,34 | |
| Venezuela                                                   |                                                     | 1 Peso ( = 5 Bolivar): 4,05                                                                  | 1 Bolivar: 0,81 | |
| Vereinigte Staaten Dominikanische Republik Panama (ab 1904) | 0,227 Dollar                                        | 1 Eagle ( = 10 Dollar): 41,80                                                                | 1 Dollar: 4,20 1933 Dollarabwertung: 1 $ = 2,49 RM | |
|                                                             |                                                     |                                                                                              | | |
| Britisch-Indien                                             |                                                     |                                                                                              | 1 Rupie (=16 Annas): 1,53 | |
| Danzig                                                      |                                                     |                                                                                              | 1923: 25 G. = 1 £ 1 Gulden: 0,82 | |
| Polen                                                       |                                                     |                                                                                              | 1 Złoty: 0,47 | |
| Straits Settlements                                         |                                                     |                                                                                              | 1 Straits-Dollar: 2,38 | |
| Zentralamerika                                              | 0,247 Peso                                          |                                                                                              | 1 Peso: Guatemala: 4,20 Honduras: 1 Quetzal 2,20 | |

Die um 1900 geschaffenen ostasiatischen Silber-Währungen basierten zunächst auf dem Vorbild des mexikanischen Dollars. Sie wurden sukzessive auf den Goldstandard umgestellt, dabei enthielten sie an Feingold/Einheit:
- 1877 der Gulden Niederländisch-Indiens, 604 mg
- 1903 der Peso der Philippinen, 812 mg
- 1906 der Straits-Dollar, 854 mg, Fixkurs: 2 sh. 4 d.
- 1907 der Gold-Yen
- 1927 die indische Rupie, die bereits seit den 1890er Jahren de facto zum mehrfach verschlechterten Fixkurs (1' 3 d. bis 2 sh., letztendlich 15 Rs = £ 1) an das Pfund gebunden war, 549 mg
- 1928 der thailändische Tikal (= Baht), 665 mg
- 1930 der Piaster in Französisch-Indochina, 589½ mg, entsprechend 10 fr. Francs.

Die meisten Länder mussten, besonders nach dem Abrücken der Briten von der Goldbindung 1936, diese ebenfalls (wieder) aufgeben.